# Sågdammen (Sundborns socken, Dalarna)
Sågdammen är en sjö i Falu kommun i Dalarna och ingår i Gavleåns huvudavrinningsområde. Sjön har en area på 0,0377 kvadratkilometer och ligger 175,2 meter över havet. Sjön avvattnas av vattendraget Gavelhytteån.

## Delavrinningsområde
Sågdammen ingår i det delavrinningsområde (672457-152008) som SMHI kallar för Utloppet av Sågdammen. Medelhöjden är 196 meter över havet och ytan är 1,62 kvadratkilometer. Räknas de 20 avrinningsområdena uppströms in blir den ackumulerade arean 116,73 kvadratkilometer. Gavelhytteån som avvattnar avrinningsområdet har biflödesordning 2, vilket innebär att vattnet flödar genom totalt 2 vattendrag innan det når havet efter 92 kilometer. Avrinningsområdet består mestadels av skog (90 procent). Avrinningsområdet har 0,04 kvadratkilometer vattenytor vilket ger det en sjöprocent på 2,3 procent.